# Tetsuji Hashiratani
Tetsuji Hashiratani (n. Kioto, Japón; 15 de julio de 1964) es un futbolista japonés que se desempeñaba como defensor.

## Clubes
| Club                | País  | Año         |
| ------------------- | ----- | ----------- |
| Yokohama F. Marinos | Japón | 1987 - 1992 |
| Tokyo Verdy         | Japón | 1992 - 1998 |

## Palmarés

### Títulos nacionales
| Título         | Club           | País  | Año  |
| -------------- | -------------- | ----- | ---- |
| Copa J. League | Verdy Kawasaki | Japón | 1992 |
| Copa J. League | Verdy Kawasaki | Japón | 1993 |
| J1 League      | Verdy Kawasaki | Japón | 1993 |